# Восточноафриканское сообщество
Восточноафриканское сообщество (ВАС) (англ. The East African Community (EAC)) — межправительственная организация, включающая в себя восемь восточноафриканских стран (Бурунди, Кения, Руанда, Танзания, Уганда, Южный Судан, Демократическая Республика Конго, Сомали). Нынешним председателем Восточно-Африканского сообщества является Пьер Нкурунзиза, президент Республики Бурунди. ВАС было основано в 1967 году, прекратило существование в 1977 году и было официально возрождено 7 июля 2000 года. В 2008 году после переговоров с Сообществом развития Юга Африки (САДК) и Экономическим сообществом стран Восточной и Южной Африки (КОМЕСА), ВАС согласился расширить зону свободной торговли и включить государства-члены всех трех сообществ. ВАС является одним из столпов Африканского экономического сообщества.
ВАС является потенциальным предшественником для создания Восточноафриканской Федерации. В 2010 году ВАС запустила свой собственный общий рынок товаров, труда и капитала в регионе, с целью создания единой валюты к 2014 году и полной политической федерации к 2015 году. В марте 2024 года в состав Восточноафриканского сообщества вошла Сомали.

## Страны-участники
- Кения (с января 2001 года)
- Танзания (с января 2001 года)
- Уганда (с января 2001 года)
- Бурунди (с ноября 2007 года)
- Руанда (с ноября 2007 года)
- Южный Судан (с марта 2016 года)
- ДРК (с марта 2022 года)
- Сомали (с марта 2024 года)

Регион Восточной Африки занимает площадь 2,4 млн км² с населением около 180 млн человек (на 2018 год) и имеет значительные природные ресурсы. В Кении и Танзании относительно мирным путём прошло обретение независимости, в отличие от войн и гражданских беспорядков, которые имели место в Руанде, Бурунди и Уганде. Сегодня, Восточная Африка стремится к поддержанию стабильности и процветания в условиях продолжающихся конфликтов в Конго и на Африканском роге. Наиболее распространенными языками Восточной Африки являются языки суахили, английский, кирунди и киньяруанда, хотя французский также распространён в Бурунди и Руанде.

## Органы
- Восточноафриканская Генеральная Ассамблея (The East African Legislative Assembly)
- Восточноафриканский Верховный Суд (East African Court of Justice)
- Саммит глав государств (Summit of Heads of State and or Government)
- Совет министров (Council of Ministers)
- Координирующий комитет (Co-ordination Committee)
- Отраслевой комитет (Sectoral Committees)
- Секретариат (The Secretariat)

## История создания

### Формирование сообщества
В формировании Восточноафриканского Сообщества (ВАС) большую роль сыграли устойчивые экономические и политические связи между тремя странами в колониальный период. Кения, Уганда и Танзания (на тот момент Танганьика) были колониями британской короны. Первые органы координированного управления были созданы в начале 1930-х гг.: Восточноафриканский валютный совет, Почтовый союз и Объединенная железная дорога, в рамках которых проводилась координация экономической политики по соответствующим направлениям. В 1940 г. создан Объединенный совет по налогам и Совместный экономический комитет по делам трех колоний. Также действовала общая валюта — восточноафриканский шиллинг, имевший паритет с британским фунтом стерлингов; внешний тариф с низкими ставками таможенных пошлин; отсутствовали торговые барьеры во взаимных рамках, не применялся валютный контроль и система лицензирования.
С 1948 г. функционировала Восточноафриканская комиссия высоких представителей в составе губернаторов Кении, Уганды и Танганьики, а также Восточноафриканская Генеральная ассамблея. Законодательные акты и правила, принимаемые Комиссией высоких представителей, носили обязательный характер на территории всех 3 колоний. Для координации деятельности по отдельным направлениям был создан Восточноафриканский Комитет по оказанию услуг, руководивший работой межтерриториальных департаментов в сферах транспорта, связи, таможни и промышленности.
Таким образом, ещё в колониальный период между Кенией, Угандой и Танзанией была создана институциональная структура по координации политики, действовал таможенный союз, в обращении находилась общая валюта.
После достижения политической независимости в 1963 г. вставал вопрос о возможной политической федерации, но из-за позиции руководства Кении идея не была реализована. Было решено сконцентрировать усилия на активизации взаимной торговли.

### Период с 1967 по 1977
Восточноафриканское Сообщество — ВАС (Eastern Africa Community — EAC) было создано в 1967 г. Кенией, Угандой и Танзанией. Основные цели определены Договором о сотрудничестве в рамках ВАС и включают: активизацию взаимного торгового и промышленного сотрудничества: содействие гармоничному и устойчивому развитию; равноправное распределение преимуществ экономической деятельности между странами на основе гармонизации экономической политики, строительства совместных производственных объектов, проведения консультаций при разработке и выполнении планов в сельском хозяйстве, образовании, развитии людских ресурсов, электроэнергетике, промышленности, туризме, транспорте и связи.
Стратегическая задача стран-членов Сообщества — постепенное формирование Восточноафриканского общего рынка на основе введения общего таможенного тарифа, достижения свободного перемещения товаров, устранения транзитных пошлин, контроля за импортом товаров из стран — не членов.
Главным препятствием на пути реализации определенных выше целей стали экономические и политические факторы, общие для многих развивающихся стран, в том числе членов ВАС. В первый год существования ВАС распался Восточноафриканский валютный совет, выполнявший функции общего банка и эмиссионного центра, что привело к созданию национальных валютных систем с центральными банками в каждой из стран. В итоге — исчезла надежда на создание валютного союза. Среди других причин экономического плана — ухудшение экономической ситуации в начале 1970-х гг., последствия энергетического кризиса 1973-74 гг.; обоснованное опасение стран в отношении получения максимальных преимуществ от интеграции наиболее экономически развитой страной — Кенией. Страны неоднократно предпринимали попытки сбалансированного распределения интеграционных преимуществ. В частности, был создан Восточноафриканский банк развития (ВАБР) в целях содействия промышленному развитию. Уставный капитал формировался за счет взносов стран 38,75 % от Танзании и Уганды и 22,5 % от Кении. Финансовые ресурсы использовались для строительства совместных производственных объектов, большинство из которых располагалось в Кении.
Негативно сказалась политическая дифференциация, сложности в выработке общего решения, различные политические системы, что вело к дифференциации в управлении экономикой. Смена политической власти в Уганде в результате военного переворота ещё больше обострила отношения в рамках ВАС, а руководство Танзании отказалось признать новый угандийский режим, закрыло границу с Угандой и фактически вышло из интеграционной группировки. В качестве ещё одной причины тяжелой ситуации в группировке можно назвать сложность определения объема взносов, когда страны отказались их вносить в бюджет ВАС. В итоге — спустя 10 лет после создания (1977 г.) группировка распалась.

### Период с 1977 по 1999
С 1980-х гг. страны стали проводить торговую либерализацию, что в том числе сказалось на позитивной динамике экономического развития в 1990-е гг., стимулировало приток иностранных инвестиций и технологий. Три страны относятся к категории наименее развитых стран с ВВП на душу населения порядка 300 долл. Основу национальных экономик составляет сельское хозяйство, доля которого в ВВП Танзании равна 56 %, Уганды — 44 %, Кении — 30 %.
Несмотря на некоторые успехи в плане экономического сближения и либерализации взаимной торговли её доля в совокупном товарообороте каждой из трех стран остается на крайне низком уровне. Так, в экспорте Танзании доля Кении равна 45 %, Уганды — 0 %. В экспорте Уганды доля Кении — 0,24 %, Танзании — 0 %. На этом фоне благоприятными выглядят показатели Кении, в экспорте которой удельный вес Танзании составляет 13,7 %, Уганды — 15,7 %.
Таким образом, Кения является важным поставщиком товаром для двух других партнеров по Восточноафриканскому Сообществу. В силу данного факта перспективы динамичного роста взаимной торговли крайне малы, что вызвано однотипностью товарной структуры экспорта каждой страны. Для них главными партнерами являются государства Европейского Союза и Южная Африка.
В 90-е гг. страны предприняли ряд шагов по возрождению группировки. Начальным этапом стало создание в 1993 г. Постоянной трехсторонней комиссии по восточноафриканскому сотрудничеству. Позднее был создан Форум министров, секретариат со штаб-квартирой в Аруше. Подписана Декларация о сближении экономического сотрудничества между странами Восточной Африки в промышленности, науке и технике, торговле, транспорте, связи, безопасности, миграции лиц, туризме, образовании и культуры.
Пожалуй, главным итогом совместных усилий на пути интеграционного сближения стала разработка цели поэтапной интеграции от таможенного союза и общего рынка к валютному союзу и политической федерации на основе гармонизации политики, достижения макроэкономической стабильности и содействия развитию инфраструктуры.

### Период с 1999
В ноябре 1999 г. в Аруше (Танзания) подписан Договор о формировании Восточноафриканского Сообщества. В его основу положены такие направления, как ликвидация таможенных пошлин и нетарифных барьеров в течение 4 лет;
- введение общего таможенного тарифа;
- свободный транзит товаров во взаимных рамках;
- гармонизация стандартов и сертификатов качества;
- сближение макроэкономической политики стран-членов;
- поддержание стабильности обменных курсов национальных валют;
- достижение полной валютной конвертируемости;
- разработка общего восточноафриканского паспорта для граждан трех стран.

По Арушскому договору также были созданы Секретариат и Постоянная трехсторонняя комиссия со штаб-квартирой в Аруше.
К 2001 г. были устранены нетарифные ограничения и снижены таможенные пошлины на 90 % в Кении, а в Танзании и Уганде на 80 %. Ведется работа по разработке общих стандартов, в частности, введен общий стандартизированный транспортный документ для ввозимых товаров, приняты 133 стандарта, а 41 из их числа нотифицированы в рамках ВТО. Проведена гармонизация таможенной номенклатуры, начато исследование возможности введения общего торгового режима. Фактически, в рамках ВАС нет торговых ограничений во взаимной торговле, исключениями являются соображения безопасности, охраны здоровья людей и моральные причины.
Ещё одна важная задача — расширение субрегионального экономического сотрудничества в сферах транспорта, энергетики и финансов. Страны пришли к договоренности о координации и гармонизации политики в области транспорта и связи в целях улучшения действующих и строительства новых объектов инфраструктуры, что, в конечном счете, должно содействовать свободному перемещению товаров и факторов производства. Намечено интегрировать национальные транспортные системы в общую восточноафриканскую транспортную сеть, адаптированную к требованиям экспортоориентированной политики, а также предоставить специальный режим континентальным странам.
Но практические результаты поставленных задач невелики. Построены два транспортных коридора — Северный и Центральный, связавшие 2 важнейших порта Восточной Африки — Момбасу и Дар-эс-Салам в единую транспортную систему. Северный коридор включил железную дорогу Момбаса-Кампала (протяженностью 1333 км), шоссейную магистраль вдоль железнодорожного полотна (Кампала-Касесе) и магистраль Кампала-Руанда через Кигали и Бужумбура. Центральный коридор включил железную дорогу Дар-эс-Салам-Кигома (протяженностью 1254 км), связавшую Бужумбура с озером Танганьика и Руандой шоссейной дорогой.
В ВАС была общерегиональная авиакомпания, но из-за распада группировки в 70-е гг. каждая страна создала национальные авиакомпании. Первоначально было предложено образовать авиасообщение по типу «втулки и спиц», где в качестве «втулки» или центра выступала Кенийская компания, а «спицами» были бы авиакомпании двух других стран. Но предложение не было реализовано. В 1996 г. Кенийская авиакомпания была приватизирована и продана зарубежному инвестору, который не смог превратить её в конкурентоспособную фирму и сделать региональным центром авиасообщения. Сказалась жесткая конкуренция со стороны других крупных авиапортов в Африке (в частности, Аддис-Абебы), в итоге — Танзания и Уганда открыли национальные авиарынки для Южноафриканской авиакомпании (SAA).
Ещё одна приоритетная сфера взаимного сотрудничества — производство, передача и распределение электроэнергии. Во второй половине 1990-х гг. с немалыми проблемами (так, объем подачи электроэнергии упал до 12 часов в день) столкнулась Кения, где 70 % электроэнергии дают гидроэлектростанции. Выходом из сложившегося положения стали закупки в Уганде (возросшие в пять раз), обладающей существенными сравнительными преимуществами в данной сфере.
Другая задача, поставленная странами ВАС, — формирование общерегиональной финансовой системы, основу которой составляет валютная биржа в Найроби (фактически выполняющая подобные функции ещё с 1954 г.) и занимающая четвертое место в Африке по объему сделок. Но в Уганде и Танзании были создана национальные валютные биржи с небольшим объемом сделок. Координация их деятельности ведется в рамках Восточноафриканского Комитета по ценным бумагам. В 1996 г. подписано соглашение о гармонизации правового регулирования рынков капитала 3 стран.
Договор о создании общего рынка в регионе подписали 20 ноября 2009 года участники саммита Восточноафриканского Сообщества в Танзании. В курортном городе на севере страны, Аруше, собрались президенты пяти государств Восточной Африки — Бурунди, Кении, Руанды, Танзании и Уганды. Подписанный ими документ предусматривает свободное перемещение товаров, людей и право для граждан ВАС проживать в одной из стран объединения. С 2005 года в ВАС работает таможенный союз. Он стал первым шагом на пути к созданию единого рынка для стран ВАС.
В 2010 г. данный договор должен вступить в силу, а затем — запуск единой региональной валюты. Завершить формирование Федерации планировалось к 2018—2019 годах.

## Дезинтегрирующие факторы
Таким образом, в Восточноафриканском Сообществе практически создана зона свободной торговли, ведется взаимное экономическое сотрудничество. Но статический и динамический эффект создания торговли и инвестиций минимален в силу преобладающего влияния дезинтегрирующих факторов:
- низкий уровень экономического развития стран-партнеров (в основе структуры экономики — сельское хозяйство), монокультурная товарная структура экспорта; узкая производственная база; неустойчивость национальных экономик в отношении мировых экономических кризисов.
- экономическая дифференциация между странами по объему ВВП, темпам инфляции и дефициту платежных балансов;
- отсутствие политической общности, слабость национальных государственных структур, что требует формирования жесткой институциональной структуры с приданием наднациональных функций;
- параллельное участие стран в других африканских объединениях. Кения и Уганда входят в состав КОМЕСА и в Межправительственный орган по развитию Восточной Африки (ИГАД), а Танзания — в САДК;
- отсутствие фиксированных временных рамок по снижению пошлин;
- неуверенность стран-членов в важности и возможности достижения поставленных целей;
- принятие решений, не подкрепленных практическими шагами. Так, в 1997 г. введен единый Восточноафриканский документ для туристов, не требующий визы, но реальные меры по свободному перемещению лиц не приняты до сих пор;[6]

## Планы
Договор 2004 года предусматривает таможенный союз с единой валютой — Восточноафриканский шиллинг, который должен быть введен в обращение в период с 2011 по 2015 год. Существовали также планы политического союза, Восточноафриканской Федерации, с общим президентом (первоначально на ротационной основе), и единый парламент к 2010 году. Однако некоторые эксперты, такие как эксперты из общественного Кенийского Института общественно-политических исследований и анализа (KIPPRA), отметили, что планы, которые должны были быть выполненными к 2010 году, были слишком амбициозными, поскольку ряд политических, социальных и экономических проблем ещё не решены полностью.

### Единая туристическая виза
Выражалась надежда, что Восточноафриканская туристическая виза, возможно, будет готова к ноябрю 2006 года, если она была бы одобрена соответствующими отраслевыми органами в соответствии с программой интеграции ВАС. В случае одобрения виза была бы действительна для всех трех нынешних государств-членов ВАС (Кения, Танзания и Уганда). В соответствии с предложением о выдаче виз, любая виза может быть выдана посольством государства-члена. Данная система была предложена советом по туризму государств-партнеров для ускорения продвижения региона как единого туристического пространства. Секретариат ВАС хотел успеть с утверждением до начала ежегодной ярмарки World Travel проходящей в ноябре в Лондоне. После утверждения советом министров Восточной Африки, туристы могут обратиться за въездной визой к одной из стран-участниц. Данная виза будет применяться во всех региональных государствах-членах, и это является требованием для вступления государства.
В январе 2023 года Восточноафриканское сообщество (EAC) планирует выпустить единую валюту в течение следующих четырех лет. Совет министров организации должен принять решение о местонахождении Восточноафриканского валютного института и создании дорожной карты по выпуску единой валюты.